# Engelsburg (Erfurt)

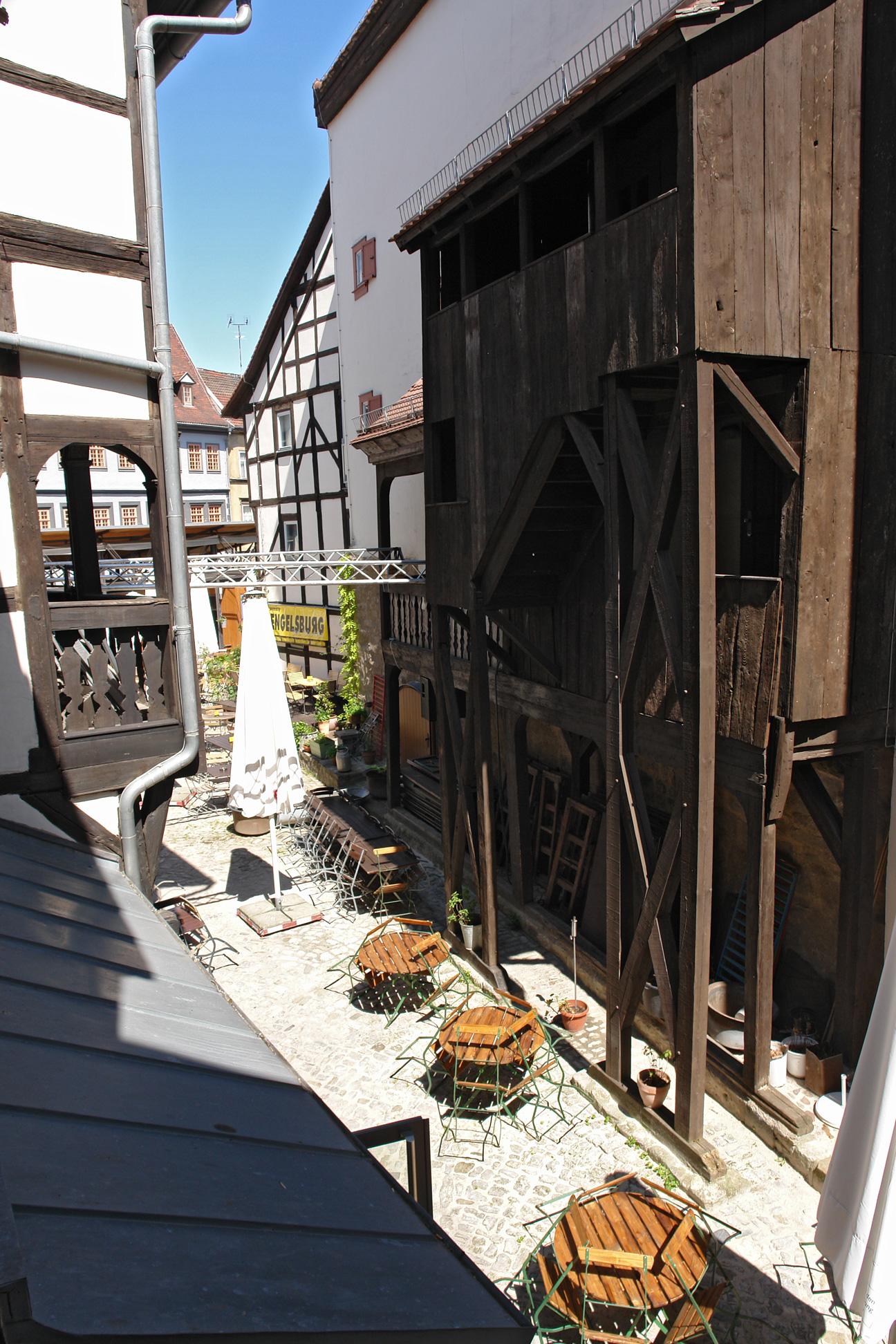
Hofansicht

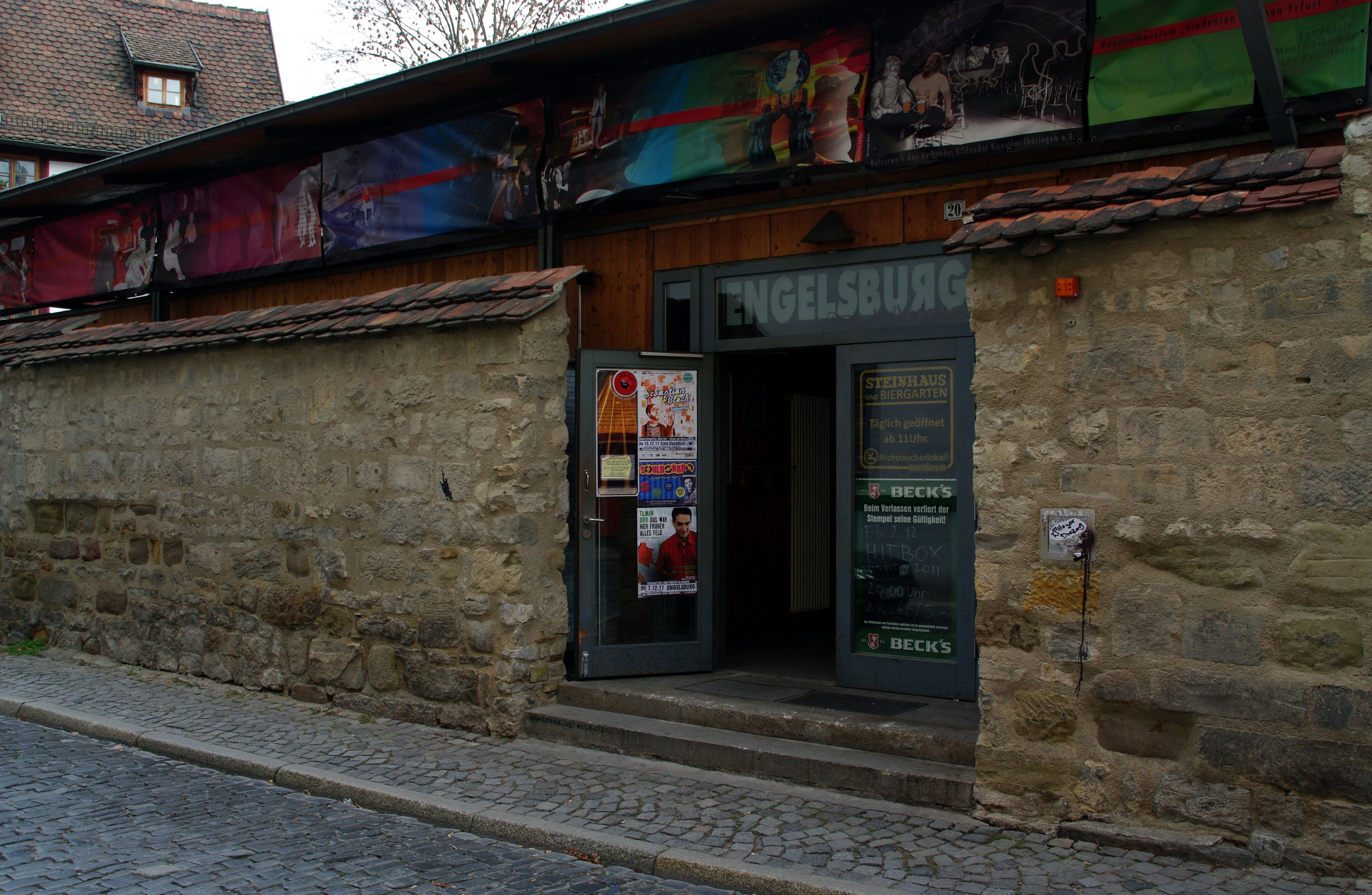
Ansicht Allerheiligenstraße

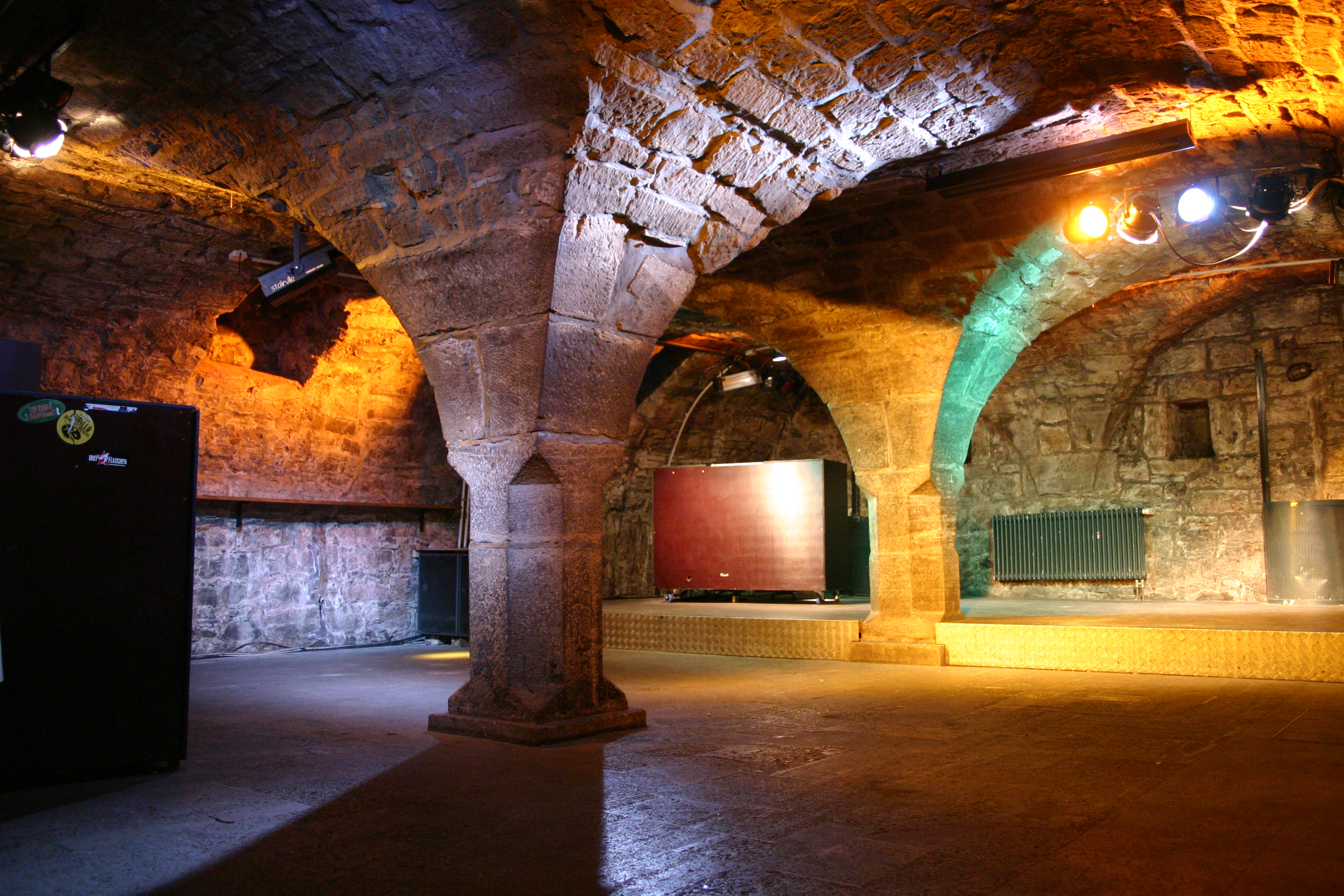
Kelleransicht

Die Engelsburg ist ein historischer Gebäudekomplex in der Erfurter Altstadt, der als studentisch organisiertes Kulturzentrum dient. So wird der Keller für Konzerte genutzt, das Café „DuckDich“ dient u. a. für Lesungen, während das Steinhaus und der Biergarten der Gastronomie dienen. Es handelt sich um einen geschlossenen Innenhof mit angrenzendem Gebäude in dominierender Fachwerkbauweise. Die eigentliche „Engelsburg“ in der Allerheiligenstraße, in der sich der Humanistenkreis getroffen hatte, ist 1952 abgerissen worden.

## Geschichte
Die Engelsburg soll bereits um 1125 unter dem Namen „Elendsherberge“ oder „Elendsburg“ als Hospital gedient haben, was heute allerdings umstritten ist. Sie soll von einem Priester namens Erkenknecht gestiftet worden sein. Wissenschaftlich bewiesen ist aber, dass das „Steinhaus“ das älteste erhaltene Haus dieser Art in Deutschland ist.
1383 wurde das Grundstück „Engelsburg“ erstmals erwähnt. Um 1400 errichtete Johann von Allenblumen ein Haus, dem er den Namen „Zur Engelsburg“ gab. Sein Wappen ziert heute noch das älteste erhaltene Tor in Erfurt. 1515 erwarb Georg Sturz das Anwesen. Er war einer der reichsten Bürger Erfurts und von 1516 bis 1526 Rektor der Universität. Sturz gilt als Mäzen der Erfurter Humanisten und als Berater von Adam Ries.
Um 1515 schrieben hier die Philosophen und Humanisten Crotus Rubianus und Ulrich von Hutten im „Dunstkreis“ der Engelsburg ihre bekannten Dunkelmännerbriefe – die größte Satire deutscher Literatur – und setzten dem Erfurter Humanismus ein unvergängliches Denkmal. 1516 traf sich der Zweite Mutianische Kreis regelmäßig unter dem Patronat von Sturz und dem Vorsitz von Eobanus Hessus im -nicht mehr existierenden- „Humanistenerker“ der Engelsburg. Er entwickelte sich zum bedeutendsten Zeugnis des Erfurter Hochhumanismus. Im Jahr 1519 gewannen die Humanisten durch die Studienreform von Justus Jonas – sie brach die Vorherrschaft der Scholastik an der Erfurter Universität – bedeutenden Einfluss. Justus Jonas, Euricius Cordus und Crotus Rubianus verließen 1521 wegen ständiger Angriffe der altkirchlichen Partei die Universität Erfurt – ein substanzieller Aderlass für den Humanistenkreis. Es kam zu einer Studentenrevolte in Erfurt und der Spaltung des Humanistenkreises in die Parteien Johannes Lang und Eobanus Hessus. 1526 verließ Hessus die Universität Erfurt und es erfüllte sich das Schicksal der Humanisten in Erfurt.
Martin Luther wurde 1537 von Georg Sturz medizinisch betreut und in der Engelsburg gepflegt. Vor 1607 lebte der Rektor der Universität und des Ratsgymnasiums Anton Moker in der Engelsburg.
Der Glockengießer Eckart Kuchen erwarb 1595 das „Schwarze Ross“ – in diesem Gebäude befand sich auch der ehemalige „Humanistenerker“. Der belgische Handelskaufmann Levinus van Wynendael erwarb 1763 mehrere Grundstücke auf dem Gelände der Engelsburg und errichtete 1767 ein Tabakgeschäft mit einer der ersten Tabakmühlen in Deutschland.
1776 übernahm der aus Arnstadt zugezogene Kaufmann Ernst Gottlob Hoffmann das belgische Tabakgeschäft und fusionierte 1788 mit seinem Kompagnon Friedrich Triebel zu dem bald deutschlandweit bekannten Unternehmen „Hoffmann & Triebel“. In den folgenden Jahren vergrößerte sich das Gelände der Tabakfabrik so sehr, dass der gesamte bauliche Bestand der Engelsburg einbezogen wurde. Die Tabakfabrik wurde 1936 geschlossen. Gleichzeitig stellte der Grundbesitzbeirat der Stadt Erfurt fest, dass sich alle Gebäude der Engelsburg in einem mangelhaften Zustand befanden, aber auf Grund ihrer kulturhistorischen Bedeutung für die Stadt erhalten bleiben sollten. 1937 kaufte die Stadt Erfurt das Grundstück. Die Idee, hier eine historische Gaststätte zu schaffen, wurde nicht realisiert. Durch die Kriegsjahre mit Bombenschäden und die darauffolgende Vernachlässigung verschlechterte sich der bauliche Zustand der Gebäude mehr und mehr.
1952 erfolgte der Abriss des eigentlichen Hauses „Zur Engelsburg“ an der Allerheiligenstraße. Erhalten blieben nur die Außenmauer des Erdgeschosses und das Zugangstor zum Hof. Mit dem Haus verschwand auch die berühmte Bohlenstube, in der die Dunkelmännerbriefe verfasst worden waren – die restaurierte Bohlenstube im „Haus zum Schwarzen Ross“ in der Engelsburg ist also nicht dieser Ort.
1956 wurde erwogen, die verbliebenen Gebäude der Engelsburg als Sitz des Rektors der Medizinischen Akademie Erfurt zu nutzen. Acht Jahre später erfolgte die Entrümpelung durch Medizinstudenten, die bauliche Sicherung und Wiederherstellung des Komplexes (ohne das eigentliche Haus „Zur Engelsburg“). Zwischen dem Rat der Stadt Erfurt und der Medizinischen Akademie wurde 1965 ein Vertrag über die Nutzung der Humanistenstätte abgeschlossen. Der mittelalterliche Keller und die Obergeschosse wurden 1968 zu Studentenklubräumen ausgebaut, das Fachwerk wurde freigelegt. Insgesamt leisteten die Studenten 6426 Stunden in freiwilligen Arbeitseinsätzen. Am 4. März 1968 wurde der „Studentenclub Engelsburg“ durch den Prorektor für Studienangelegenheiten Günther Panzram eröffnet.
Im Jahr 1990 wurde der „Studentenclub Engelsburg“ ein eingetragener Verein. Die Medizinische Akademie / Medizinische Hochschule Erfurt, bis dahin Träger des „Studentenclub Engelsburg“, wurde 1993 abgewickelt. 1994 wurde der „Förderverein Humanistenstätte Engelsburg e. V.“, 2005 der „Förderverein Engelsburg – die ALTE(N) e. V.“ gegründet.
Von 1997 bis 2000 wurden umfangreiche Umbaumaßnahmen und die fast vollständige Restaurierung des Gebäudeensembles Engelsburg mit Ausnahme der Bohlenstube im Humanistenerker vorgenommen. Der Verein trägt den Namen „Studentenzentrum Engelsburg e. V.“ und führte die Weiterentwicklung des Hauses zu einem Kulturzentrum und Anlaufpunkt vieler junger Menschen fort. Im Nebengelass „Scheune“ entstanden das ISIZ (Internationales StudienInformationsZentrum) und Wohnheimplätze für Studierende. Im Dezember 2000 wurde die Gaststätte „Steinhaus“ eröffnet.

## Allgemein
Das Studentenzentrum Engelsburg befindet sich im Herzen der Erfurter Altstadt und wird seit 1968 als studentisch organisiertes Kulturzentrum betrieben. Der Name „Engelsburg“ ist gleichzeitig auch die historische Bezeichnung des Gebäudeensembles im alten Universitätsviertel. Der eingetragene Verein Studentenzentrum Engelsburg hat gemäß seiner Satzung vor allem die Aufgabe, kulturelle Angebote für die Studierenden und Jugendlichen der Thüringer Landeshauptstadt zu unterbreiten.
Was 1968 mit einer Vielzahl von ehrenamtlichen Stunden begann, hat sich zu professioneller Kultur- und Gastronomiearbeit entwickelt. Nachdem zu Beginn der 1990er Jahre die Medizinische Akademie Erfurt, die bis dahin Träger des „Studentenclub Engelsburg“ war, abgewickelt wurde, führte der daraus hervorgegangene Verein die Weiterentwicklung des Hauses zu einem Kulturzentrum und Anlaufpunkt vieler junger Menschen fort.
Neben den veranstaltungsorientierten Kernbereichen Veranstaltungskeller und Café DuckDich öffnete nach Beendigung der Komplettsanierung im Jahr 2000 auch die Gaststätte „Steinhaus“.
Im Nebengelass „Scheune“ wurden sechs Wohnheimplätze des Studentenwerkes Erfurt-Ilmenau sowie das ISIZ (Internationales StudienInformationsZentrum) eingerichtet. Auch die Sozialberatung des Studentenwerkes befindet sich seit Oktober 2004 in den Räumen der Engelsburg.

### Struktur
Für den Betrieb des Studentenzentrums Engelsburg und die Umsetzung der vom Verein erarbeiteten Konzepte ist der Geschäftsbetrieb mit einem festen Mitarbeiterstamm verantwortlich. Unterstützt wird diese Struktur durch junge Menschen, die auf Minijob-Basis neben dem Studium hier Geld verdienen sowie durch Vereinsmitglieder.
Das Studentenzentrum Engelsburg wird nicht institutionell gefördert, lediglich einzelne Aktivitäten werden durch Partner projektbezogen unterstützt. Die Einnahmen aus der Gastronomie dienen der Finanzierung der Satzungszwecke Kultur und Bildung. Derzeit werden in der Engelsburg zehn junge Menschen in verschiedenen Berufen ausgebildet.

## Partner und Projekte

### Studentenwerk Thüringen/Studierendenwerk Thüringen
Im Dezember 2000 öffnete im Nebengelass „Scheune“ auf dem Gelände der Engelsburg ein Internationales StudienInformationsZentrum, kurz ISIZ, welches den Studierenden und Abiturienten der Stadt die Gelegenheit gibt, sich zu Themen wie BAföG, Auslandsstudium und -praktikum beraten zu lassen. Dieses vom Studentenzentrum Engelsburg entwickelte Projekt wurde durch Praktikanten der Erfurter Hochschulen innerhalb von zwei Jahren konzipiert und in die Tat umgesetzt. Am 14. Dezember 2000 wurde ein umfassender Kooperationsvertrag zwischen dem Studentenwerk Erfurt-Ilmenau (später Studentenwerk Thüringen, dann Studierendenwerk Thüringen), der Fachhochschule Erfurt, der Universität Erfurt, dem Arbeitsamt und dem Studentenzentrum geschlossen. Auch die soziale Beratung des Studierendenwerks ist in den Räumen der Engelsburg angesiedelt. Hierdurch besteht somit die Möglichkeit, sich auch außerhalb der Hochschulen allumfassend beraten zu lassen.

### Universität Erfurt und Fachhochschule Erfurt
Traditionell besteht mit beiden Hochschulen der Landeshauptstadt nicht nur auf studentischer Ebene eine enge Kooperation. Angebote des Studentenzentrums wie Fachschaftspartys und studentische Stammtische sind ebenso Bestandteil der Zusammenarbeit wie die Organisation kultureller Höhepunkte der Hochschulen durch die Engelsburg. Hervorzuheben sind dabei die Sommerfeste mit bis zu 4000 Gästen, die Hochschulbälle und das Hochschulstraßenfest. Das seit April 2003 von den Erfurter Hochschulen, dem Studentenwerk Erfurt-Ilmenau und dem Studentenzentrum Engelsburg e. V. gemeinsam angebotene Projekt „Café International“ ist im Juni 2004 durch die Thüringer Ministerin für Forschung, Wissenschaft und Kunst Frau Prof. Dr. Schipanski mit dem 2. Preis im Wettbewerb „Miteinander studieren in Thüringen“ ausgezeichnet worden.

## Veranstaltungsbereiche

### Veranstaltungskeller
Konzerte, Diskotheken und Partyabende aber auch Kabarett- und Theateraufführungen gehören zum kulturellen Repertoire im Veranstaltungskeller der Engelsburg. Die Kulturauswahl im größten zusammenhängenden Veranstaltungsbereich des Hauses wechselt monatlich und wendet sich nicht nur an Studenten, sondern allgemein an Kulturinteressierte.
Ein mit Tonnen- und Kreuzgewölben sowie Holzbalkendecken ausgestatteter Keller dieser Zeit wird gastronomisch genutzt.

### Café DuckDich
Das Café DuckDich bietet Raum für Veranstaltungen aller Art, auch geschlossene. Sichtbares Fachwerk durchzieht alle Räume. Eine bauliche Besonderheit ist die ungewöhnliche Deckenhöhe des Vortragsraumes. Die geringe Höhe der Balkenkonstruktion im Café selbst gab ihm seinen Namen.

### Steinhaus mit Biergarten
Das Steinhaus ist der jüngste gastronomische Bereich der Engelsburg. Er wurde im Dezember 2000 eröffnet. In den Gasträumen erkennt man historische Mauern und einen auf die Zeit um 1125 datierten Balken. Im Hof befindet sich in den Sommermonaten ein Biergarten.